# 西北勒乡
西北勒乡，是中华人民共和国云南省红河哈尼族彝族自治州蒙自市下辖的一个乡镇级行政单位。

## 行政区划
西北勒乡下辖以下地区：
西北勒村、大丫口村、香塘村、左美村和他期口村。